# Kepler-34 b
Kepler-Saturn b ist ein Exoplanet im Doppelsternsystem Kepler-34, der ca. 4.900 Lichtjahre von der Erde entfernt im Sternbild Schwan liegt. Sein Radius ist etwa so groß wie derjenige des Planeten Saturn. Für einen Umlauf benötigt Kepler-Saturn b 289 Tage.
Der Exoplanet wurde durch das Kepler-Teleskop entdeckt und dies im Jahr 2012 publiziert. Früher hieß er Kepler-34 b.

## Quelle
- Zeit Online: Astronomen entdecken zwei Planeten mit Ersatzsonnen, abgerufen am 24. Mai 2017.